# Aidomene
Aidomene es un género monotípico de fanerógamas de la familia Apocynaceae. Contiene una única especie: Aidomene parvula Stopp. Es originario de África donde se encuentra en Angola en los pastizales húmedos.

## Descripción
Es una erecta planta herbácea que alcanza los 50 cm de alto, está ramificada y produce látex blanco, los órganos subterráneos de la raíz son tubérculos. Las hojas son sésiles, ligeramente ascendentes; de 3-5 cm de largo, 0,1 cm de ancho, lineales, con el ápice agudo, ligeramente revoluto, abaxialmente glabros. La inflorescencia es terminal, con 2-5 flores, simples, largamente pedunculadas.

## Taxonomía
Aidomene parvula fue descrito por Klaus Dieter Stopp y publicado en Botanische Jahrbücher für Systematik, Pflanzengeschichte und Pflanzengeographie 87: 21. 1967.